# スペインのサッカー
スペインのサッカーでは、スペインにおけるサッカー競技について記述する。スペインではスペインプロリーグ機構（LaLiga）が1部と2部を、スペインサッカー連盟（RFEF）が3部以下およびコパ・デル・レイを主催し、サッカースペイン代表も組織している。そのスペイン代表はFIFAワールドカップで1度、UEFA欧州選手権で3度の優勝経験を有する。

## 歴史
スペインに現代的なサッカーがもたらされたのは19世紀後半であり、イギリス出身の移民労働者、他国からスペインを訪れた船員、イギリスから帰国したスペイン人学生などがサッカーを紹介した。スペイン最古のサッカークラブはアンダルシア州ウエルバを本拠地とするレクレアティーボ・ウエルバであり、1889年12月23日にマッキー博士とティント川会社で働いていたイギリス人労働者によって創設された。1886年にはジムナスティック・タラゴナが、1890年にはセビージャFCが創設されたが、これらのクラブはそれぞれ1914年、1905年まで実際のサッカーチームを持たなかった。スペイン最古の公式試合は1980年3月8日にセビージャのタブラーダ・イッポドローメで行なわれ、レクレアティーボとセビージャ・ウォーター・ワークスで働いていた労働者から成るセビージャFCが対戦した。
レクレアティーボの2人のスペイン人を除けば全員がイギリス人であり、このような理由でセビージャFC（英語のFootball Club）はセビージャCF（スペイン語のClub de Fútbol）を名乗らなかった。試合はセビージャFCが2-0で勝利した。1890年代初頭のバスク地方では造船所や鉱山で働くイギリス人労働者たちがビルバオFCを創設し、イギリスから帰国したバスク人学生がアスレティック・クラブを創設し、やがて両クラブは合併してアスレティック・ビルバオとなった。初期のスペインサッカーにおけるイギリスの影響は、レクレーション・クラブ(Recreation Club)、アスレティック・クラブ(Athletic Club)、フットボール・クラブ(Football Club)、レーシング・クラブ(Racing Club)などクラブ名への英語の使用に残っている。

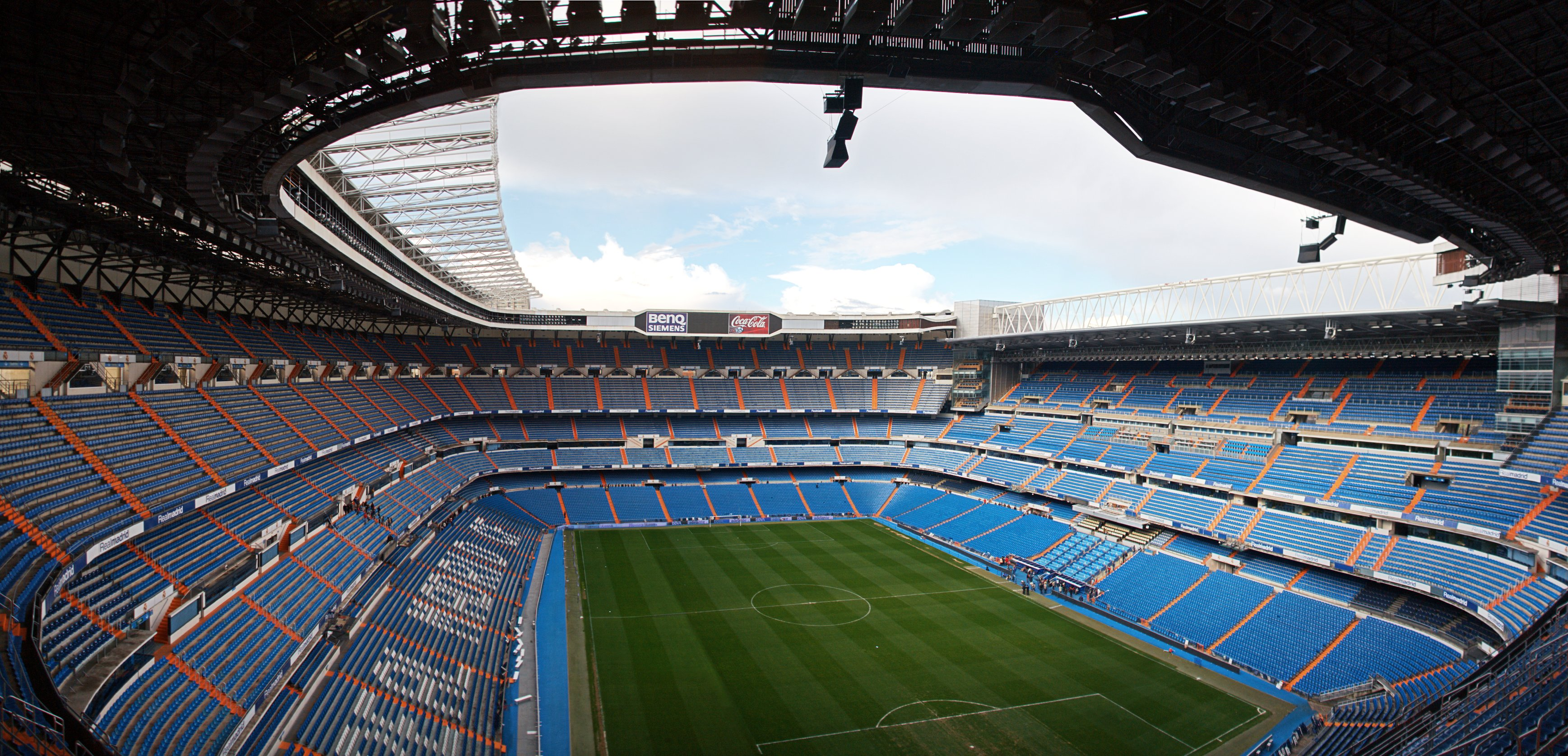
レアル・マドリードの本拠地『エスタディオ・サンティアゴ・ベルナベウ』

レアル・マドリードとFCバルセロナは、国内大会と国際大会でもっとも大きな成功を収めているクラブである。UEFAチャンピオンズリーグで14回優勝しているレアル・マドリードは、同大会における歴代最多優勝クラブである。バルセロナは1年間に主要大会6冠（プリメーラ・ディビシオン、コパ・デル・レイ、スーペルコパ・デ・エスパーニャ、UEFAチャンピオンズリーグ、インターコンチネンタルカップ、UEFAスーパーカップ）を達成した世界初のクラブである。

## 男子サッカー

### スペイン代表
スペイン代表が創設される前には各地域の代表チームが存在し、1915年以降には特にカタルーニャ選抜、バスク選抜、ガリシア選抜などが互いに競い始めた。国際サッカー連盟(FIFA)や欧州サッカー連盟(UEFA)には登録を認められていないものの、各地域選抜は現在でも活動しており、各国代表と親善試合を行なうなどしている。スペイン代表と各地域選抜の両方でプレーする選手も多い。一般に「ラ・セレクシオン」(la selección)と呼ばれるスペイン代表は、1920年のアントワープオリンピックに出場するために創設され、この大会では銀メダルを獲得した。なお、スペインのサッカーリーグは1926年にプロ化した。

### 全国カップ
1902年、首都マドリードに本拠地を置く数クラブが合併してマドリードFC（現在のレアル・マドリード）が創設された。同年、後にマドリードFCの会長になるカルロス・パドロスは、アルフォンソ13世の戴冠を祝うサッカー大会の開催を提案し、コパ・デル・アジュンタミエント・デ・マドリード（マドリード市役所カップ、コパ・デル・レイの前身大会）が開催された。カタルーニャ地域からはFCバルセロナとクラブ・エスパニョール・デ・フトボル（現在のRCDエスパニョール）が参加し、バスク地域からはクラブ・ビスカヤ（現在のアスレティック・ビルバオ）、マドリードからはニュー・フット＝ボール・デ・マドリード（現在のレアル・マドリード）の計4クラブが出場した。
この大会はFCバルセロナとレアル・マドリードが初めて顔を合わせた大会であり、FCバルセロナが3-1で勝利した。クラブ・ビスカヤはバスク地方の2クラブの選手から成る合同クラブであり、決勝でFCバルセロナを破って優勝した。アルフォンソ13世は多くのクラブのパトロンとなり、クラブ名に「レアル」(Real)という接頭辞を使用する許可を与えた。マドリードFCはレアル・マドリードとなり、その他にもレアル・サラゴサ、レアル・バリャドリード、レアル・オビエド、レアル・ベティス、レアル・ソシエダなどがクラブ名に「レアル」を冠している。
この他にも1913年まで全国リーグとして開催されていたカンペオナート・レヒオナル・セントロなどがある。

### 全国リーグ
1927年4月、アレナス・クルブ・デ・ゲチョのアルバロ・トレホ会長は、初めて全国リーグを創設することを提案した。リーグの規模や参加クラブについて多くの議論が重ねられ、スペインサッカー連盟(REFE)は1928年に10クラブでプリメーラ・ディビシオンを初開催することを決定した。コパ・デル・レイでの優勝経験があったFCバルセロナ、レアル・マドリード、アスレティック・ビルバオ、アレナス・クルブ・デ・ゲチョ、レアル・ウニオンの5クラブはすべて創設メンバーに選出され、同大会での準優勝経験があったアスレティック・マドリード、RCDエスパニョール、CEエウロパの3クラブも創設メンバーに選出された。トーナメント方式の大会でセビージャFCを破ったラシン・サンタンデールが最後の10クラブ目に選出された。レアル・マドリード、FCバルセロナ、アスレティック・ビルバオの3クラブはプリメーラ・ディビシオンから降格したことがなく、さらにセビージャFC、レアル・ソシエダ、スポルティング・ヒホン、バレンシアCF、RCDエスパニョール、アトレティコ・マドリードの6クラブはセグンダ・ディビシオンから降格したことがない。

## 女子サッカー
スペインで女子サッカーはマイナースポーツであり、伝統あるサッカー大国ではない。プリメーラ・ディビシオン・フェメニーナ（女子1部）という全国リーグ、コパ・デ・ラ・レイナという全国カップが行なわれている。スペイン女子代表はUEFA欧州女子選手権に1987年大会予選から参加し、6回目の挑戦となった1997年大会で初めて本大会に出場した。1997年大会ではベスト4となったが、以後は3大会連続で予選敗退に終わっている。しかし、2021-22シーズンに行われた女子チームによるエル・クラシコでは、女子チームの対戦における史上最多観客数となった9万1553人を動員するなど、2020年代からは女子サッカーも盛り上がりを見せている。

## その他
八百長が横行していると一部から指摘されている。デポルティーボ・ラ・コルーニャ会長は2013年5月9日、一部チームが金銭の授受によってクラブの2部降格を避ける手段が蔓延していると発言している。また、スペインのスポーツ界には長年ドーピングに甘いという評価がつきまとっている。サッカーも例外ではなく、スペインの新聞「マルカ」は、スペインリーグで行われるドーピング検査が緩いと指摘しており、検査はコストの問題で全選手の数%ほどしか実施されずておらず、最新のドーピング検査方法も取り入れていない。